# Форд, Теннесси Эрни
Теннесси Э́рни Форд (англ. Tennessee Ernie Ford, наст. имя: Ernest Jennings Ford; 13 февраля 1919 — 17 октября 1991) — американский певец, звезда жанров кантри и госпел.
Его самый знаменитый хит — «Sixteen Tons» (кавер на песню Мерла Трэвиса) — в 1955 году провёл 10 недель на первом месте кантри-чарта «Билборда» и 8 недель на первом месте поп-чарта (теперь «Billboard Hot 100») и до сих пор остаётся классикой «песен рабочего класса».
Воевал в составе ВВС США на Тихом океане.
В 1998 году сингл Теннесси Эрни Форда с песней «Sixteen Tons» (вышедший в 1955 году на лейбле Capitol Records) был принят в Зал славы премии «Грэмми».
Скончался 17 октября 1991 года. Причиной смерти послужила печëночная недостаточность.
Похоронен на кладбище Альта-Меса в Пало-Альто, Калифорния.

## Личная жизнь
Форд был женат на Бетти Хемингер с 18 сентября 1942 года до ее смерти 26 февраля 1989 года. У них было двое сыновей: Джеффри Бакнер «Бак» Форд (родился в 1950 году); и Брайон Леонард Форд (родился в 1952 году в Сан-Габриэле, Калифорния ), который умер 24 октября 2008 года в Белом доме, Теннесси, от рака легких в возрасте 56 лет.
В 1980 году Форд жил в районе Смоук-Три в Палм-Спрингс, Калифорния .
Менее чем через четыре месяца после смерти Бетти в 1989 году Форд снова женился. 28 сентября 1991 года он перенес тяжёлую печёночную недостаточность в аэропорту Даллеса , вскоре после того, как покинул государственный ужин в Белом доме , устроенный тогдашним президентом Джорджем Бушем-старшим .
Форд умер в HCA Reston Hospital Center, в Рестоне, Вирджиния , 17 октября.  Форд был похоронен в мемориальном парке Альта Меса в Пало-Альто, Калифорния .
Его вторая жена, Беверли Вуд Форд (1921 – 2001), умерла через 10 лет после Эрни; её тело было похоронено вместе с его телом.
Форд был членом братства "Pi Kappa Alpha"  - отделения "Epsilon Zeta" в Университете Восточного Теннесси, а также Богемского клуба .

## Дискография
- См. статью «Tennessee Ernie Ford § Discography» в английском разделе.